# Afrocamilla freidbergi
Afrocamilla freidbergi är en tvåvingeart som beskrevs av Barraclough 1997. Afrocamilla freidbergi ingår i släktet Afrocamilla och familjen gnagarflugor. Inga underarter finns listade i Catalogue of Life.